# جاكوبو أربينز
العقيد جاكوبو أربينز غوزمان (14 سبتمبر 1913 - 27 يناير 1971 ) ضابط في الجيش الغواتيمالي والسياسي التدريجي الذي شغل منصب رئيس غواتيمالا من 1951 إلى 1954. وكان في السابق - وكان وزير الدفاع من 1944 إلى 1951. وشخصية رئيسية في الثورة غواتيمالا. وكان الملقب أيضا شقراء كبيرة أو السويسري لأصوله السويسرية.
شارك في انتخابات سنة 1954 م وتم اقصائه لأنه تحدى النفوذ الهائل لشركة «يونايتد فروت كو» الأميركيّة ولأنه أراد إسعاف المزارعين بقوانين زراعيّة جديدة مُنصفة.

## روابط خارجية
- جاكوبو أربينز على موقع الموسوعة البريطانية (الإنجليزية)
- جاكوبو أربينز على موقع مونزينجر (الألمانية)
- جاكوبو أربينز على موقع إن إن دي بي (الإنجليزية)